# Emmanuel Obbo
Emmanuel Obbo (Nagoke, 7 ottobre 1952) è un arcivescovo cattolico ugandese.

## Biografia

### Formazione e ministero sacerdotale
Ha frequentato il Seminario Minore degli Apostoli di Gesù di Nadiket (Moroto) e nel 1979 è stato ammesso ai primi voti presso l'Istituto degli Apostoli di Gesù. Tra il 1980 e il 1982 ha studiato filosofia e tra il 1982 e il 1986 ha studiato teologia presso la scuola di Filosofia e Teologia degli Apostoli di Gesù a Nairobi, in Kenya.
È stato ordinato sacerdote il 13 dicembre 1986 nella parrocchia di Nagongera. Dal 1986 al 1987 ha ricoperto la carica assistente nel master per novizi presso il Noviziato degli Apostoli di Gesù a Moroto.
Dal 1988 al 1991 ha studiato presso la Pontificia università urbaniana di Roma, dove ha ottenuto una laurea e un dottorato in filosofia con una tesi sugli elementi di metafisica nella filosofia di Ludwig Wittgenstein. In quel periodo svolgeva il suo ministero nella parrocchia di San vitale a Fuorigrotta. Nel 1993 è diventato vicario generale della Congregazione degli Apostoli di Gesù.
È stato poi Rettore della Scuola filosofia degli Apostoli di Gesù di Nairobi prima di diventare nel 2003 il Vicario generale e pastorale Coordinatore dell'Istituto degli Apostoli di Gesù.
Successivamente ha lavorato come Rettore del Seminario Minore degli Apostoli di Gesù di Nadiket nella diocesi di Moroto.

### Ministero episcopale
Dopo le dimissioni del vescovo Erasmus Desiderius Wandera, Emmanuel Obbo è stato nominato vescovo di Soroti da papa Benedetto XVI il 27 giugno 2007.
È stato consacrato il 6 ottobre successivo dal vescovo Erasmus Desiderius Wandera, suo predecessore a Soroti, coconsacranti gli arcivescovi Denis Kiwanuka Lote e James Odongo, rispettivamente ordinario ed emerito dell'arcidiocesi di Tororo.
Come vescovo di Soroti, ha promosso la costruzione di una nuova sala operatoria nell'ospedale di Lwala da parte di un'organizzazione umanitaria.
Il 2 gennaio 2014, papa Francesco lo ha trasferito alla diocesi di Tororo, in qualità di arcivescovo metropolita, lasciandolo, nel contempo, come amministratore apostolico sede vacante et ad nutum Sanctae Sedis della diocesi di Soroti.
Nell'arcidiocesi di Tororo ha stabilito una cappellania per ogni decanato e un comitato in ogni parrocchia con lo scopo di fronteggiare la violenza domestica, uno dei più grandi problemi della diocesi.
Obbo ha criticato il governo ugandese per la campagna di prevenzione dell'AIDS attraverso l'uso del preservativo. Il presule ha dichiarato che il profilattico sarebbe stato creato per consentire alle prostitute di non vedere la loro attività interrotta da gravidanze e che per la prevenzione dell'AIDS sarebbero sufficienti la castità e la fedeltà coniugale.

## Genealogia episcopale e successione apostolica
La genealogia episcopale è:
- Cardinale Scipione Rebiba
- Cardinale Giulio Antonio Santori
- Cardinale Girolamo Bernerio, O.P.
- Arcivescovo Galeazzo Sanvitale
- Cardinale Ludovico Ludovisi
- Cardinale Luigi Caetani
- Cardinale Ulderico Carpegna
- Cardinale Paluzzo Paluzzi Altieri degli Albertoni
- Papa Benedetto XIII
- Papa Benedetto XIV
- Papa Clemente XIII
- Cardinale Bernardino Giraud
- Cardinale Alessandro Mattei
- Cardinale Pietro Francesco Galleffi
- Cardinale Giacomo Filippo Fransoni
- Cardinale Carlo Sacconi
- Cardinale Edward Henry Howard
- Cardinale Mariano Rampolla del Tindaro
- Cardinale Rafael Merry del Val
- Cardinale Arthur Hinsley
- Arcivescovo David Mathew
- Cardinale Laurean Rugambwa
- Cardinale Emmanuel Kiwanuka Nsubuga
- Vescovo Erasmo Desiderio Wandera
- Arcivescovo Emmanuel Obbo, A.J

La successione apostolica è:
- Vescovo Damiano Giulio Guzzetti, M.C.C.I. (2014)
- Vescovo Joseph Eciru Oliach (2019)
- Vescovo Dominic Eibu, M.C.C.I. (2023)